# Milan Jovanović (fotbalist muntenegrean)
Milan Jovanović (n. 21 iulie 1983) este un jucător de fotbal muntenegrean care evoluează din 2010 la clubul Spartak Nalcik din Rusia.